# Tuapoka cavata
Tuapoka cavata är en spindelart som beskrevs av Forster och Wilton 1973. Tuapoka cavata ingår i släktet Tuapoka och familjen trattspindlar. Inga underarter finns listade i Catalogue of Life.